# Johann Ambrosius Bach
Johann Ambrosius Bach (Erfurt, 22 de Fevereiro de 1645 – Eisenach, 2 de março de 1695) foi pai do mestre da música barroca erudita Johann Sebastian Bach.
Filho de Johann Christoph Bach (1613–1661), Ambrosius nasceu em Erfurt, Alemanha, e trabalhava lá como violinista. Em 1671 passou a trabalhar como músico local na cidade de Eisenach, Turíngia. Casou-se com sua primeira esposa, Maria Elisabetha Lämmerhirt, em 1 de Abril de 1668, tendo com ela oito filhos, tendo quatro deles se tornado músicos.